# Trgovište
Trgovište (serbocroata cirílico: Трговиште) es un municipio y villa de Serbia perteneciente al distrito de Pčinja del sur del país.
En 2011 tiene 5091 habitantes, de los cuales 1785 viven en la villa y el resto en las 34 pedanías del municipio. La casi totalidad de la población se compone de serbios (4977 habitantes), no existiendo minorías étnicas cuantitativamente destacables.
Se ubica en el sur del distrito, en la frontera con Macedonia del Norte.

## Pedanías
| - Babina Poljana - Barbace - Vladovce - Goločevac - Gornovac - Gornja Trnica - Gornji Kozji Dol - Gornji Stajevac - Dejance - Donja Trnica - Donji Kozji Dol - Donji Stajevac | - Dumbija - Đerekarce - Zladovce - Kalovo - Lesnica - Mala Reka - Margance - Mezdraja - Novi Glog - Novo Selo - Petrovac - Prolesje | - Radovnica - Rajčevce - Surlica - Crveni Grad - Crna Reka - Crnovce - Šajince - Šaprance - Široka Planina - Šumata Trnica |